# Občina Trbovlje
Občina Trbovlje je jednou z 212 občin ve Slovinsku. Nachází se v Zasávském regionu na území historického Kraňska. Občinu tvoří 18 sídel, její rozloha je 58,0 km² a k 1. lednu 2017 zde žilo 16 221 obyvatel. Správním střediskem občiny je město Trbovlje.

## Geografie
Zhruba středem občiny protéká od západu na východ řeka Sáva. Údolím podle řeky je vedena silnice a souběžně s ní i železniční trať. V areálu tepelné elektrárny Trbovlje stojí 360 m vysoký komín, který je nejvyšší v Evropě.

## Členění občiny
Občina se dělí na sídla: Čebine, Čeče, Dobovec, Gabrsko, Klek, Ključevica, Knezdol, Ojstro, Ostenk, Planinska vas, Prapreče, Retje nad Trbovljami, Sveta Planina , Škofja Riža, Trbovlje, Vrhe, Završje, Župa.

## Sousední občiny
Sousedními občinami jsou: Tabor a Prebold na severu, Žalec na severovýchodě, Hrastnik na východě, Radeče na jihovýchodě, Zagorje ob Savi na jihu a západě a Litija na západě.